# Cantó de Lo Bois dei Baroniás
El cantó de Lo Bois dei Baroniás és un cantó francès del departament de la Droma, situat al districte de Niom. Té 21 municipis i el cap és Lo Bois dei Baroniás.

## Municipis
- Beauvoisin
- Bellecombe-Tarendol
- Bénivay-Ollon
- Besinhan
- Lo Bois dei Baroniás
- Eygaliers
- La Penne-sur-l'Ouvèze
- La Roche-sur-le-Buis
- La Rochette-du-Buis
- Le Poët-en-Percip
- Mérindol-les-Oliviers
- Mollans-sur-Ouvèze
- Pierrelongue
- Plaisians
- Propiac
- Rioms
- Rochebrune
- Saint-Auban-sur-l'Ouvèze
- Sainte-Euphémie-sur-Ouvèze
- Sant Sauvador Governet
- Vercoiran

| Data d'elecció                           | Identitat              | Partit           | Qualitat |
| ---------------------------------------- | ---------------------- | ---------------- | -------- |
| 1951-1976                                | René Jouve             | SFIO, després PS |          |
| 1976-1988                                | Georges Bec            | UDF              |          |
| 1988-1994                                | Jacques Arnaud         | PS               |          |
| 1994-2011                                | Michel Grégoire        | PS               |          |
| 2011-                                    | Marie-Claire Cartagena | PS               |          |
| les dades anteriors no són pas conegudes |                        |                  |          |